# Liv and Maddie
Liv và Maddie (tiếng Anh: Liv and Maddie) là một loạt hài kịch tình huống Mỹ tạo ra bởi John Beck và Ron Hart và sản xuất bởi It's a Laugh Productions cho Disney Channel.

## Diễn viên
- Dove Cameron vai Liv và Maddie Rooney
- Joey Bragg vai Joey Rooney
- Tenzing Norgay Trainor vai Parker Rooney
- Kali Rocha vai Karen Rooney
- Benjamin King vai Pete Rooney (mùa 1–3)
- Lauren Lindsey Donzis vai Ruby (mùa 4)

## Nhạc loạt
1. "Better in Stereo"
2. "FroyoYOLO"
3. "Count Me In"
4. "You, Me and the Beat"
5. "What a Girl Is"
6. "True Love"
7. "Say Hey"
8. "As Long As I Have You"
9. "Key of Life"
10. "One Second Chance"
11. "Power of Two"
12. "My Destiny"